# William Vane (2e vicomte Vane)
Pour les articles homonymes, voir William Vane (homonymie) et Vane (homonymie).
William Holles Vane, 2e vicomte Vane (14 février 1714 – 5 avril 1789), est un homme politique britannique Whig. Il est surtout connu pour son dévouement à sa femme ouvertement infidèle, Frances, qui le méprisait.

## Famille
William Holles Vane est le troisième fils de William Vane (1er vicomte Vane), et sa femme Lucie (née Jolliffe). Il est inscrit à Christ Church, à Oxford, le 12 octobre 1730. Ses frères, Christopher et John, sont décédés avant leur père, et William devient vicomte le 20 mai 1734.

## Mariage

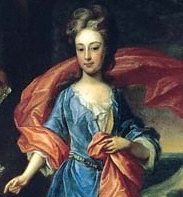
La Vicomtesse Vane

Il épouse une veuve, Lady William Hamilton dans le quartier de Marylebone le 19 mai 1735. Le mariage est immédiatement un échec et la nouvelle vicomtesse Vane tente d'obtenir une séparation de corps. Elle ne cache pas son mépris pour lui, avec des relations extraconjugales, mais il est obsédé et lui reste fidèle malgré l'embarras que lui apporte son infidélité et les difficultés financières causées par ses dépenses excessives. Lors de leur visite à Paris en 1736, elle s'enfuit avec Sewallis Shirley, le sixième fils de Robert Shirley (1er comte Ferrers). Lord Vane tente désespérément de la convaincre de revenir, en employant une cinquantaine de personnes et promettant une récompense dans les journaux pour toute information la concernant.
Par la suite, elle a une liaison avec Augustus Berkeley (4e comte de Berkeley). En 1741, Vane qui lui offre un revenu et un ménage distinct, à condition qu'elle revienne. Dix ans plus tard, elle publie Mémoires d'une Dame de Qualité, dans lequel elle décrit son mariage et ses escapades sexuelles. Son mari est dépeint comme un homme répulsif. Le récit suggère qu'il a souffert de dysfonction érectile. Le couple passe le reste de leur vie vivant dans des ménages distincts. Lord Vane est contraint de vendre un bien immobilier dans le Staffordshire, Caverswall Castle, et de renoncer à son siège national, dans le Kent. Elle passe les deux dernières décennies de sa vie clouée au lit et meurt en 1788. Son mari meurt l'année suivante à son domicile, à Downing Street, à Londres, et la vicomté s'est éteinte.